# Johann Sleker
Johann Sleker (eigentlich Schleker) (* in Gartz (Oder) in Pommern; † 1629 in Stralsund) war ein deutscher Hochschullehrer und Geistlicher.
Johann Sleker wurde im Mai 1606 an der Universität Rostock immatrikuliert und wurde hier am 22. Oktober 1607 Magister artium. Ein Jahr später wurde er als Nachfolger von Erasmus Stockmann (1544–1608) zum Professor für Physik und Metaphysik berufen. Im Wintersemester 1617 wurde er zum Rektor der Universität gewählt.
Im Dezember 1618 wurde Slekerus nach Stralsund als Archidiakon an St. Nikolai berufen. 1621 wurde er dort Pastor.